# André Beaunier

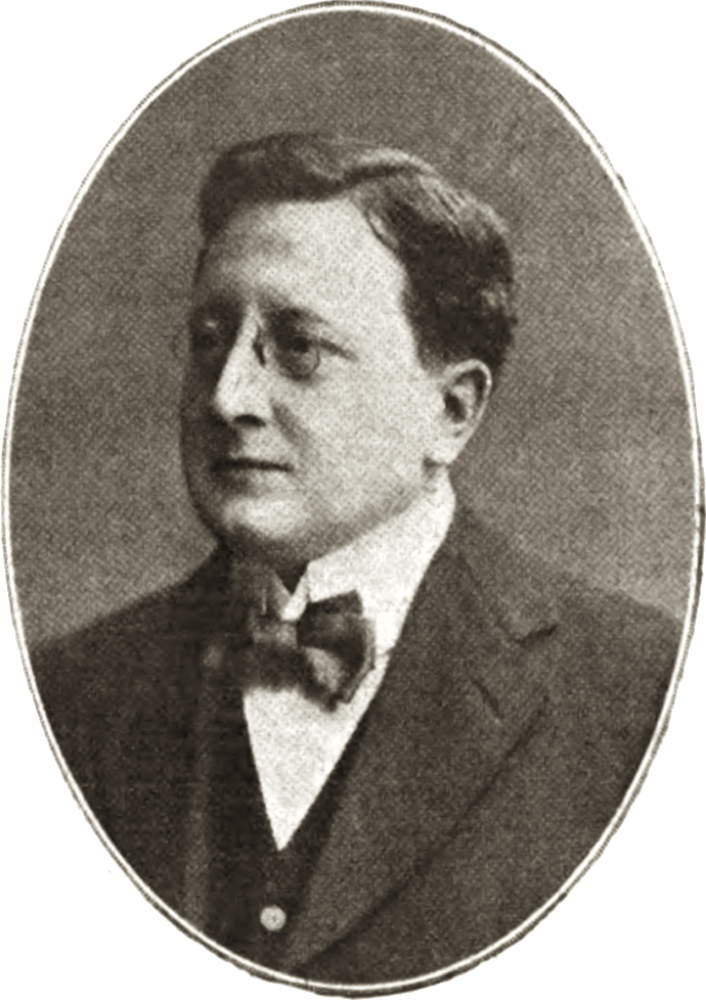
André Beaunier (1912)

André Beaunier (* 22. September 1869 in Évreux; † 9. Dezember 1925 in Paris) war ein französischer Autor, Literaturkritiker und als Schriftsteller ein sogenannter Homme de lettres.

## Leben und Werk
Beaunier war Absolvent der École normale supérieure (Paris) und schrieb für mehrere Pariser Zeitschriften Literaturkritiken. Seine zahlreichen literarischen Werke sind heute vergessen. Hingegen finden die literaturgeschichtlichen Arbeiten, vor allem zu Joseph Joubert und Madame de La Fayette, weiterhin Anerkennung.

## Werke (Französistik)
- Pour la défense française. Contre la réforme de l'orthographe, Paris 1909.
- Trois amies de Chateaubriand, Paris 1910.
- Visages d'hier et d'aujourd'hui, Paris 1911.
- Pour la défense française. Les plus détestables bonshommes, Paris 1912.
- (Hrsg.) Chateaubriand, Textes choisis et commentés, Paris 1912.
- Les Idées et les hommes. Essais de critique, 3 Bde., Paris 1913–1916.
- Visages de femmes, Paris 1913.
- Figures d'autrefois, Paris 1917.
- La jeunesse de Joseph Joubert, Paris 1918.
- Joseph Joubert et la Révolution, Paris 1918.
- La Jeunesse de Madame de La Fayette, Paris 1921, o. O. 2013.
- (Hrsg.) Joubert, Lettres à Mme de Vintimille, Paris 1921.
- Au service de la déesse. Essais de critique, Paris 1923.
- Critiques et romanciers, Paris 1924.
- Le roman d'une amitié. Joseph Joubert et Pauline Beaumont, Paris 1924.
- (Hrsg.) Mme de Lafayette, Histoire de la Princesse de Monpensier sous le règne de Charles IX, roy de France, Paris 1926.
- L'amie de la Rochefoucauld, Paris 1927 (Mme de Lafayette).
- (Hrsg.) Les carnets de Joseph Joubert, 2 Bde., Paris 1938, 1994.
- (Hrsg. mit Georges Roth) Madame de La Fayette, Correspondance, 2 Bde., Paris 1942.